# Pelano!
Pelano! é um curta-metragem brasileiro de 2019, dirigido por Calebe Lopes e Christina Mariani. O filme teve sua estreia na competição nacional de curtas do Festival de Brasília, o mais antigo festival de cinema do país. O filme foi exibido em diversos festivais do Brasil, entre eles o Circuito Penedo de Cinema, onde foi premiado, Festival Ecrã e outros. 

## Enredo
Um buraco na camada de ozônio se abre em cima da região nordeste do Brasil. Em meio a isso, Raquel está derretendo.